# 鄭時舉 (正德舉人)
鄭時舉（15世紀—1545年），字一鵬，廣東廣州府新會縣人，軍籍，明朝政治人物。

## 生平
鄭時舉是正德十一年（1516年）丙子科廣東鄉試舉人，嘉靖八年（1529年）授泰寧知縣，以清儉聞名，當時知縣、縣丞、主簿、典史供費均屬民供，每年花費不下一千五百金，縣民疲於奔命，他向朝廷申請罷去，又掏出俸祿重建縣內利涉橋，十四年（1535年）陞道州知州，因父親去世未就任，十六年（1537年）服闋後起為海州知州，革除地方弊政，上陳三議二十七事至朝廷，流民因而復歸，同時釐清新壩民田歲賦，州民感恩戴德，二十年（1541年）陞南寧同知，二十四年（1545年）在任內去世，身旁行李只有衣物書本，入祀泰寧名宦祠。

## 引用
1. 1 2  道光《新會縣志·卷八·人物上》：鄭時舉，字一鵬，太守銘之子也，正德十一年舉人 王志，嘉靖間知泰寧縣，以清儉聞，先是令丞簿尉薪水悉屬民供，歲不下千五百金，民困於奔命，時舉悉罷之 福建志，建利涉橋，邑無廢事，民安其生，陞道州知州，丁父憂起補海州，首陳三議，釐舉二十七事，流民聞而歸之，遷南寧同知卒於官，檢其遺貲惟衣篋書笥而已。 王志
2. ↑  嘉慶《海州直隸州志·卷二十一·傳第一》：鄭時舉，字一鵬，廣東新會人，由舉人歷知海州，操履端嚴，動以道義自處，有古循吏風，在官擇民利病事以時因革之，新壩民田多浮糧，時舉為清釐之，民感其惠，後遷南寧府同知，士大夫為輿論直述一編，述其政蹟刊行于世。 州舊志，參黃省普鄭公祠堂滫
3. ↑  康熙《泰寧縣志·卷六·官師志》：鄭時舉，新會人，由舉人嘉靖八年任，明而有斷，寬而不阿，節省以裕民期不擾，初令丞簿尉薪水俱供之該年甲首，每歳供役者幾一千五百人，水可勿計，計薪之束動以數千，公悉罷之，民至今賴其惠，邑利涉橋圮于水，重建費不貲，乃先出俸為倡，僚屬及民慕義者助之，卒就其功，邑無廢事而民安其生焉，祀名宦。